# David Warren
David Ronald de Mey Warren, né le 20 mars 1925 à Groote Eylandt (Northern Territory) et mort le 19 juillet 2010 à Melbourne, est un scientifique australien, connu pour avoir développé sous sa forme moderne l'enregistreur de données de vol et phonique (aussi connu sous le nom de « boîte noire ») pour les aéronefs.

## Biographie
Son père meurt en 1934 dans l'une des premières catastrophes aériennes que connaît l'Australie.
Il a étudié à l'université de Sydney et a été décoré de l'Ordre d'Australie. 
La compagnie aérienne Qantas a baptisé l'un de ses Airbus A380 à son nom.